# Paradoxostoma auritum
Paradoxostoma auritum is een mosselkreeftjessoort uit de familie van de Paradoxostomatidae. De wetenschappelijke naam van de soort is voor het eerst geldig gepubliceerd in 1940 door Klie.